# William Joseph Elford
William Joseph Elford (* 4. Januar 1900 in Malmesbury; † 14. Februar 1952 in London) war ein britischer Mikrobiologe.

## Leben
William Joseph Elford entstammte einer seit vielen Generationen mit Malmesbury in Wiltshire verbundenen Handwerkerfamilie. Sein Vater, Joseph Elford, sollte diese Tradition fortsetzen, entschied sich jedoch für die Versicherungsbranche. William Joseph wurde als Erstgeborener traditionsgemäß William getauft, auch in Anlehnung an den Geschichtsschreiber Wilhelm von Malmesbury (1080–1143). William Joseph Elford hatte zwei Brüder und zwei Schwestern, von denen aber keiner herausragende Fähigkeiten auf dem Gebiet der Wissenschaft gezeigt hatte. Er selber zeigte bereits in der Schule eine große Begabung für die Wissenschaft und gewann viele Preise; insbesondere in der Chemie und besuchte deshalb die örtliche Grammar School. Ab 1917 studierte er in London Mathematik, Chemie, Englisch und Französisch, war aber auch sportlich aktiv und spielte erfolgreich Cricket, Hockey und Rasentennis. Im letzten Jahr des Ersten Weltkriegs ging Elford zu den Royal Engineers, wurde aber nicht mehr ins Ausland geschickt. Bereits ein Jahr danach setzte er sein Studium fort und gelangte durch ein Stipendium an die Bristol University. Hier studierte er bei James William McBain, einem kanadischen Chemieprofessor und erzielte 1923 Auszeichnungen in Chemie. Er spielte Cricket und Hockey für seine Universität und wurde zum Präsidenten der University Chemical Society gewählt. Von 1923 bis 1925 untersuchte er in Bristol die chemischen Vorgänge beim Seifensieden. 1924 erhielt Elford eine Professur und promovierte an der Bristol University. Professor McBain hielt Elford für einen seiner begabtesten Studenten und bewunderte dessen außergewöhnliche Kombination aus intellektuellen und experimentellen Fähigkeiten. Seine Arbeit als Doktorand in Bristol zeichnete sich durch die Kombination neuartiger, eleganter und optischer Techniken mit strengen physikalisch-chemischen Methoden aus.
William Joseph Elford war ab 1925 am National Institute for Medical Research tätig und arbeitet an mikrobiologischen Problemen und der Zellbiologie. Er bestimmte als erster mit Methoden der Ultrafiltration die Größe vieler Viren. Er wurde 1950 in die Royal Society gewählt.